# Peleteria generosa
Peleteria generosa är en tvåvingeart som först beskrevs av Wulp 1892.  Peleteria generosa ingår i släktet Peleteria och familjen parasitflugor. Inga underarter finns listade i Catalogue of Life.